# Ricania lutescens
Ricania lutescens är en insektsart som beskrevs av William Lucas Distant 1911. Ricania lutescens ingår i släktet Ricania och familjen Ricaniidae. Inga underarter finns listade i Catalogue of Life.